# IC 5362
IC 5362 је лентикуларна галаксија у сазвјежђу Вајар која се налази на листи објеката дубоког неба у Индекс каталогу.
Деклинација објекта је - 28° 21' 55" а ректасцензија 23h 51m 36,8s. Привидна величина (магнитуда) објекта IC 5362 износи 12,8 а фотографска магнитуда 13,8. Налази се на удаљености од 96,043 милиона парсека од Сунца. IC 5362 је још познат и под ознакама IC 5363, ESO 471-26, MCG -5-56-23, DRCG 55-24, PGC 72648.